# I Love You (Axwell Λ Ingrosso)
I Love You is een nummer van het Zweedse dj-duo Axwell Λ Ingrosso uit 2017. Het is de zevende single van hun debuutalbum More Than You Know.
"I Love You" bevat een sample uit Bitter Sweet Symphony van The Verve. Het nummer was een bescheiden succes in Zweden, Belgïe, Nederland en Hongarije. In Zweden, het thuisland van beide dj's, haalde het de 10e positie. In de Nederlandse Top 40 haalde het de 30e positie.